# يوكا ماميا
يوكا ماميا (باليابانية: 大崎佑圭) مواليد 3 أبريل 1990، هي لاعبة كرة سلة يابانية. يبلغ طولها 6 قدم 1 بوصة (1.9 م). مثلت منتخب بلادها. شاركت في دورة الألعاب الأولمبية الصيفية سنة 2016. حققت المركز الثالث في دورة الألعاب الآسيوية 2010.

## الميداليات
| الميدالية | المسابقة                   |
| --------- | -------------------------- |
| برونزية   | دورة الألعاب الآسيوية 2010 |

## روابط خارجية
- يوكا ماميا على موقع الاتحاد الدولي لكرة السلة (الإنجليزية)
- يوكا ماميا على موقع كرة السلة الأوروبية.كوم (الإنجليزية)
- يوكا ماميا على موقع بروبوليرز (الإنجليزية)
- يوكا ماميا على موقع سبورتس رفرنس (الإنجليزية)
- يوكا ماميا على موقع أوليمبيديا (الإنجليزية)